# Чернявський Микола Дмитрович
Микола Дмитрович Чернявський (8 квітня 1905, станція Моспине, тепер Донецької області — 25 жовтня 1975, місто Кишинів, тепер Молдова) — радянський державний і комуністичний діяч, секретар ЦК КП(б) Молдавії, голова Державного науково-технічного комітету РМ Молдавської РСР. Член ЦК КП Молдавії. Кандидат технічних наук.

## Життєпис
Член ВКП(б) з 1928 року.
23 квітня 1941 — 7 вересня 1942 року — секретар ЦК КП(б) Молдавії із будівництва та будівельних матеріалів.
З вересня 1941 по червень 1946 року — в Червоній армії, учасник німецько-радянської війни з жовтня 1942 року. Служив на політичній роботі в Управлінні військово-польового будівництва 35, був заступником начальника інженерних військ Донського та Центрального фронтів із політичної частини. З 1944 року — заступник командира із політичної частини 10-ї штурмової інженерно-саперної бригади. Воював на Південному, Сталінградському, Донському, Центральному, 1-му та 2-му Білоруських фронтах.
У 1946—1948 роках — заступник секретар ЦК КП(б) Молдавії із будівництва та будівельних матеріалів.
У 1948—1954 роках — заступник завідувача промислово-транспортного відділу ЦК КП(б) Молдавії.
У листопаді 1954—1957 роках — завідувач відділу будівництва та будівельних матеріалів ЦК КП Молдавії.
20 червня 1957 — 14 червня 1962 року — голова Державного науково-технічного комітету Ради міністрів Молдавської РСР.
Помер 25 жовтня 1975 року в місті Кишиневі.

## Звання
- воєнінженер ІІ-го рангу
- інженер-підполковник

## Нагороди
- орден Вітчизняної війни І ст. (13.08.1944)
- орден Вітчизняної війни ІІ ст. (23.09.1943)
- орден Червоної Зірки (4.03.1943)
- медаль «За оборону Сталінграда»
- медаль «За взяття Берліна»
- медаль «За перемогу над Німеччиною у Великій Вітчизняній війні 1941—1945 рр.» (1945)
- медалі